# Up! (album Shania Twain)
Up! è il quarto album in studio della cantante canadese Shania Twain, pubblicato nel novembre 2002. L'album è stato registrato in tre generi diversi: country (disco "Verde"), pop (disco "Rosso" ) e una versione Bollywood (disco "Blu" ). In Nord America, il disco "Blu", a differenza degli altri due che vengono venduti insieme, può essere scaricato solamente da Internet. Nel resto del mondo invece Up! è disponibile nella versione "rossa" e "verde" oppure "rossa" e "blu", in modo che ogni acquirente abbia almeno due versioni dell'album e ognuno possegga la versione pop. In Europa è stata commercializzata anche esclusivamente la versione "rossa" dell'album.
Negli Stati Uniti d'America Up! ha venduto 5,5 milioni di copie, venendo certificato con 5 dischi di platino Si tratta anche del primo e unico album della star canadese ad arrivare alla posizione numero 1 della classifica americana. L'album vendette un milione di copie in Canada solo nel primo mese di uscita. L'album ha venduto 15 milioni di copie in tutto il mondo.

## Recensioni
| Recensione           | Giudizio      |
| -------------------- | ------------- |
| About.com            | [ 21 ]        |
| AllMusic             | [ 22 ]        |
| Amazon.com           | (positivo)    |
| Blender              | [ 24 ]        |
| Billboard            | (favorevole)  |
| Entertainment.ie     | [ 26 ]        |
| Entertainment Weekly | A             |
| PopMatters           | [ 24 ] [ 28 ] |
| rockol.it            | (misto)       |
| Rolling Stone        | [ 30 ]        |
| Yahoo! Music UK      | [ 31 ]        |

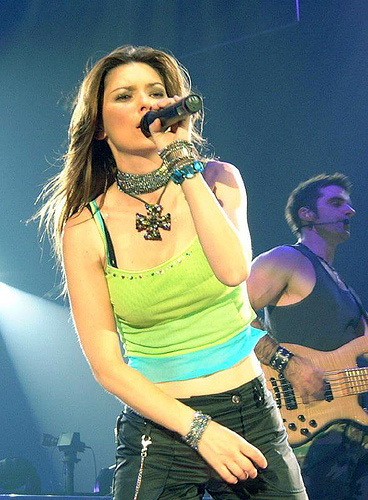
Shania Twain a Londra durante lUp! Tour.

L'album è stato generalmente apprezzato dalla critica musicale. Stephen Thomas Erlewine di AllMusic lodò Shania per aver scritto "canzoni ben architettate atte a inni universali, in modo che gli ascoltatori riescano a riconoscersi tra questi racconti." Erlewine aggiunse: "L'album sfoggia grandi hook raffinati e multifunzione, così come grandi e sensazionali emozioni. Questo è pop ultradimensionale, esagerato e grandioso come dovrebbe essere il pop fatto bene". Matthew Bjorke di About.com scrisse: "Quest'opera di diciannove tracce quasi sicuramente appagherà la maggior parte dei fan del pop e del country contemporaneo." Blender riportò: "Le canzoni della Twain non sono mai profonde, ma sulla loro pelle recano tatuati degli hook e delle armonie che brillano al buio". Billboard espresse un parere altrettanto favorevole: "L'album è la quintessenza di Shania, leggero come l'aria, dolce come lo zucchero, ricco di personalità e di un carisma innegabile. Aspettatevi ori e platini". Andrew Lynch dell'irlandese Entertainment.ie scrisse una recensione meno entusiasta: "Le canzoni di per sé sono blande e monodimensionali come lo erano sul successone Come On Over, brani cadenzati e sbruffoni con una spolverata di girl power che non guasta. Molte di queste tracce sono ineluttabilmente orecchiabili, il che induce a pensare che la Twain abbia per le mani un altro successo planetario".
Chris Willman di Entertainment Weekly scrisse una recensione entusiasta, paragonando Up! ad ABBA Gold "ma senza le sue parti malinconiche". Sottolineò "l'esuberanza e la gioia nel forgiare i brani in questo doppio Up!, che non suona come un album mercenario e insincero. Sembra un album dettato da sana generosità[...]." PopMatters scrisse che l'album "ha di tutto, dai brani dance alle ballate, ed è un classico alla Shania [...] Up! mostra Shania Twain che tenta - disperatamente - di raggiungere tutti, di esprimere verità universali in modo artificiale: che sia il beat, il tempo, o gli strumenti", e concluse scrivendo: "Up! è troppo generico e poco profondo per il suo livello di eterogeneità, ma Shania Twain ha letteralmente portato la musica country a un nuovo grado di popolarità, un grado in cui country e pop sono ormai indistinguibili." Robert Christgau lodò i brani "I'm Gonna Getcha Good! " e "Ka-Ching!". Rolling Stone scrisse: "Up! sarebbe un buon album anche solo guardando al disco country... Ma l'altro disco, quello che contiene pop cinetico, è una rivelazione". Jennifer Nine di Yahoo! Music scrisse: "'Up!' non manca di piccole pecche e piaceri [...] e svolge bene la sua funzione di album passepartout per tutti i palati". Alanna Nash di Amazon scrisse: "In questo progetto una forte compenente ipnotica, attribuibile al semplice ascolto di una Shania Twain che abbandona il ruolo di cantante country e che si concentra sulla musica. Chiamatelo peccatuccio innocente, musica pop, musica country, o una via di mezzo tra questi"."
L'italiano rockol scrisse una recensione meno entusiasta, definendo i brani "I'm Gonna Getcha Good!" e "What a Way to Wanna Be!" degli auto-plagi di "That Don't Impress Me Much", e "C'est la vie" un plagio vero e proprio di "Dancing Queen" degli ABBA, e "When You Kiss Me" "una ballata strappamutande", criticò il titolo poco originale dell'album e lo definì un disco "piacione" "perfetto per le radio, o per un viaggio in macchina, anche se 19 canzoni e 71 minuti paiono francamente eccessivi".

## Tracce
1. Up! – 2:52
2. I'm Gonna Getcha Good! – 4:29
3. She's Not Just a Pretty Face – 3:49
4. Juanita – 3:50
5. Forever and for Always – 4:43
6. Ain't No Particular Way – 4:24
7. It Only Hurts When I'm Breathing – 3:19
8. Nah! – 4:08
9. (Wanna Get to Know You) That Good! – 4:33
10. C'est la Vie – 3:42
11. I'm Jealous – 4:05
12. Ka-Ching! – 3:20
13. Thank You Baby! (For Makin' Someday Come So Soon) – 4:00
14. Waiter! Bring Me Water! – 3:19
15. What a Way to Wanna Be! – 3:36
16. I Ain't Goin' Down – 3:57
17. I'm Not in the Mood (To Say No)! – 3:25
18. In My Car (I'll Be the Driver) – 3:16
19. When You Kiss Me – 4:08

## Classifiche
| Classifica                               | Posizione massima |
| ---------------------------------------- | ----------------- |
| Australia                                | 1                 |
| Austria                                  | 2                 |
| Belgio Fiandre                           | 4                 |
| Belgio Vallonia                          | 9                 |
| Canada                                   | 1                 |
| Danimarca                                | 5                 |
| Europa                                   | 3                 |
| Finlandia                                | 20                |
| Francia                                  | 5                 |
| Germania                                 | 1                 |
| Giappone                                 | 14                |
| Irlanda                                  | 3                 |
| Italia                                   | 45                |
| Norvegia                                 | 2                 |
| Nuova Zelanda                            | 1                 |
| Paesi Bassi                              | 8                 |
| Polonia                                  | 8                 |
| Portogallo                               | 8                 |
| Regno Unito                              | 4                 |
| Spagna                                   | 25                |
| Stati Uniti Billboard 200                | 1                 |
| Stati Uniti Billboard Top Country Albums | 1                 |
| Svezia                                   | 8                 |
| Svizzera                                 | 2                 |
| Ungheria                                 | 13                |

### Classifiche di fine decennio
| Classifica (2000–2009) | Posizione |
| ---------------------- | --------- |
| Austria                | 11        |
| Stati Uniti            | 35        |

### Classifiche di tutti i tempi
| Classifica | Posizione |
| ---------- | --------- |
| Austria    | 78        |